# Alfred Bieler
Alfred "Fredy" Bieler, švicarski hokejist, * 18. april 1923, St. Moritz, Švica, † 24. april 2013, Zürich, Švica.
Bieler je bil hokejist kluba Zürich SC Lions v švicarski ligi in švicarske reprezentance, s katero je nastopil na enih olimpijskih igrah, kjer je osvojil bronasto medaljo, in več Svetovnih prvenstvih, na katerih je osvojil dve bronasti medalji.